# Ofanto
Az Ofanto (latinul Aufidus) Olaszország Puglia régiójának legjelentősebb folyója.
Avellino megyében, Torella dei Lombardi település mellett ered, Campania északi részén. Először délkeletnek tart a Picentini-hegység keleti oldalán, majd északkelet felé fordul. Conza della Campania mellett található a Lago di Conza nevű víztározó 420 m-es tengerszint feletti magasságban. Kelet, északkelet és észak felé haladva délről kerüli meg a Dauniai-szubappennineket. Itt Campania és Basilicata régiók határa, majd ismét kelet felé Puglia és Basilicata határa. A Tavoliere delle Puglie nevű síkságot elérve északkelet felé tart, és Barletta városa mellett ömlik az Adriai-tengerbe.
A folyó vízhozama rendkívül változó: elsősorban az őszi hónapokban, a csapadékmennyiség növekedésével párhuzamosan nő meg a vízhozama.
Mellékfolyói: Varatillo, Orata, Atella, Osento, Locone.

## Települések a folyó mentén
- Lioni
- Barletta

## Külső hivatkozások
- A vízgyűjtő terület és a mellékfolyók térképe